# ホルヘ・マルティネス (サッカー選手)
ホルヘ・アンドレス・マルティネス・バリオス（Jorge Andrés Martínez Barrios, 1983年4月5日 - ）は、ウルグアイ・モンテビデオ出身の同国代表サッカー選手。現在は無所属。ポジションはフォワード（セカンドトップ、ウィング）、ミッドフィールダー（サイドハーフ）等。

## 経歴
母国でのプレーを経て、2007年7月4日にセリエAのカルチョ・カターニアへ移籍。2009-10シーズンには、マキシ・ロペス、ジュゼッペ・マスカーラとのトリデンテが機能し、ユヴェントスFC、ACミラン、インテルナツィオナーレ・ミラノを破るなど、好調なチームの原動力となる。
同シーズンでの活躍が評価され、2010年7月1日に移籍金1200万ユーロでユヴェントスと4年契約を結んだ。しかし、同クラブでは出場機会に恵まれず、2011年8月29日にエマヌエレ・ジャッケリーニと入れ替わる形でACチェゼーナへレンタル移籍となった。
2014年8月14日、CAフベントゥへローンで加入し母国へ復帰。2015-16シーズン限りでユヴェントスとの契約が満了し、フベントゥへ完全移籍した。

## 代表歴
- ウルグアイ代表 2003-2010
  - 2003年6月8日 - A代表初出場 - 韓国戦
  - 2008年2月11日 - 代表初ゴール - リビア戦